# محمدعلی آذرشب

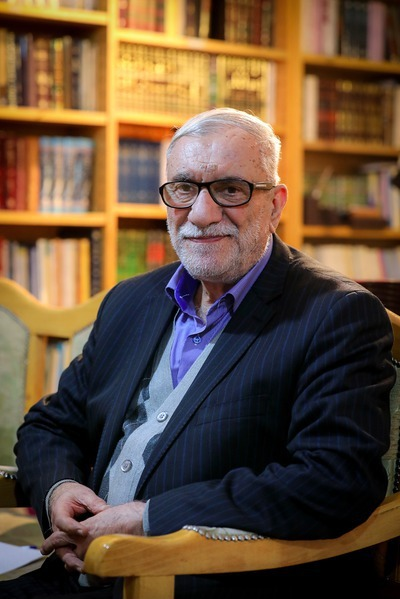
محمدعلی آذرشب

محمدعلی آذرشب (زاده ۱۳۲۶، کربلا) پژوهشگر ایرانی زبان و ادبیات عربی، استاد دانشگاه تهران، عضو کمیته فرهنگ و تمدن اسلام و ایران شورای عالی انقلاب فرهنگی، عضو شورای عالی مجمع جهانی تقریب مذاهب اسلامی و مشاور وزیر فرهنگ و ارشاد اسلامی در امور بین‌الملل است. او یکی از برگزیدگان سومین دوره جایزه علمی علامه طباطبایی بنیاد ملی نخبگان در سال ۱۳۹۲ است.

## زندگی
محمدعلی آذرشب در سال ۱۳۲۶ و در شهر کربلا (کشور عراق) متولد شد. پدر و مادر او اصالتا اهل لار بودند. آذرشب پس از گذراندن تحصیلات ابتدایی و متوسطه، در رشته عمران در دانشکده بغداد پذیرفته شد. اما در سال دوم تحصیلش به خاطر شرایط سیاسی کشور عراق و فعالیت‌های اجتماعی‌اش از تحصیل محروم شد. سپس به دعوت سید مرتضی عسکری، به دانشکده اصول دین بغداد رفت و در کنار تدریس در مدرسه، تحصیلش را در این دانشکده ادامه داد و لیسانسش را از دانشکده اصول دین گرفت. پس از مدتی به علت شرایط ناامن بغداد مجبور شد؛ ابتدا به سوریه و پس از مدت کوتاهی به ایران مهاجرت کند. او سرانجام ساکن ایران گردید و در آموزش و پرورش منطقه ۱۲ تهران استخدام و به تدریس مشغول شد. در سال ۱۳۵۳ پس از گذراندن سال‌ها تدریس و گرفتن مدرک فوق لیسانس زبان و ادبیات عرب در دانشگاه تهران، برای تدریس به دانشگاه تهران منتقل شد و هنگامی‌که در سال ۱۳۶۲ دکترای علوم قرآن و حدیث را به‌دست آورد؛ استاد دانشگاه تهران گردید. او فعالیت‌های اجرایی متعددی را عهده‌دار بوده‌است؛ ازجمله: معاون آموزشی ـ پژوهشی دانشکده ادبیات و علوم انسانی دانشگاه تهران، رایزن فرهنگی ایران در سودان و سوریه و معاون بین الملل مجمع تقریب مذاهب اسلامی. او همچنین سردبیر و مسئول نشریه‌های رسالةالتقریب، ثقافتنا و ثقافةالتقریب بوده‌است.

## بزرگداشت
در سال ۱۳۹۲ مراسم نکوداشتی برای او در سازمان ارتباطات اسلامی برگزار شد که در این مراسم وزیر فرهنگ و ارشاد اسلامی، او را چهره‌ای علمی، فرهنگی و بین المللی دانست. همچنین در سال ۱۴۰۲ به مناسبت «هفته پژوهش» در دانشگاه بین المللی مذاهب اسلامی مراسم دیگری برگزار و از فعالیت‌های علمی ـ فرهنگی آذرشب تجلیل و قدردانی شد. مستندی نیز به نام «سفیر گفتگو» به کارگردانی حسن علیزاده فرد، ساخته شده که در این مستند به زندگی، شخصیت، اندیشه و فعالیت‌های علمی آذرشب پرداخته‌ شده‌است.

## آثار
بیشترین فعالیت او در زمینه ترجمه متون اسلامی از زبان فارسی به عربی بوده و تاکنون بالغ بر پنجاه کتاب و ده‌ها مقاله از آثار او منتشر شده‌است. برخی از آثار او در ذیل آورده می‌شود.

### ۱. تألیف‌ها:
الادب العربی فی الاندلس تاریخ و نصوص، اللغة العربیة الحدیثة، النقد العربی، الحب فی خطابنا الادبی. 

### ۲. ترجمه‌ها:
الانسان و الایمان، المفهوم التوحیدی للعالم، المجتمع و التاریخ، الامداد الغیبی فی حیاةالبشری، مسائل النظام و الثورة. 

### ۳. مقاله‌ها:
(مقاله‌های بین المللی) الارتباط بین الله و الانسان (۱ و ۲)، نشاة شعر العربی (۱ و ۲)، خواطر و آرا، من وحی اقتصادنا، الامداد الغیبی (۱).
(مقاله‌های داخلی) ادباء ایرانیون فی دراسات سید قطب، الجزائر فی الشعر الفارسی المعاصر، القاعده الاخلاقیة و الفکریة فی الاقتصاد الاسلامی. 